# Retratos Fantasmas
Retratos Fantasmas é um documentário de longa metragem brasileiro dirigido por Kleber Mendonça Filho lançado em 2023 acerca da rotina de ida ao cinema, também conhecida como cinemagoing, no centro de Recife durante o século XX, cujas salas de exibição serviram como espaços de convívio participando ativamente na rotina e costumes da população na época. Produzido pela empresa do diretor, CinemaScópio e distribuído pela Vitrine Filmes, o longa estreou na 76º edição do Festival de Cannes em 2023 na seção Special Screening.

## Produção
Realizado com recursos do Fundo Setorial do Audiovisual (FSA), do Banco Regional do Desenvolvimento do Extremo Sul (BRDE) e da Agência Nacional de Cinema (Ancine), cerca de 60% de Retratos Fantasmas é composto por material de arquivo, utilizando fotografias e imagens em movimento encontrados em acervo pessoal, na Cinemateca Brasileira, no Centro Técnico Audiovisual e na Fundação Joaquim Nabuco. Nas palavras do diretor: "É um filme sobre a nossa relação com as cidades, nossa percepção dos processos de transformação, da metamorfose do lugar em que moramos." Ele continua: “Retratos fantasmas, não é um filme saudosista, do tipo “ah, como tudo era lindo naquele tempo”. Não julgo esse processo de mudanças da cidade, que considero quase biológico."

## Lançamento
O longa estreou na 76º edição do Festival de Cannes em 2023 na seção Special Screening. Sendo exibido no 27º Festival de Lima, Festival de Nova Iorque de 2023 e no Festival de Toronto de 2023.
Teve sua estreia brasileira no Teatro do Parque, em Recife, no dia 14 de agosto. E foi lançado nos cinemas brasileiros em 24 de agosto de 2023 pela Vitrine Filmes.